# 心電図モニタ
心電図モニタ（しんでんずモニタ、ECG Monitors）とは、心電図の波形を連続して計測しモニタ画面に表示する医療機器およびそのシステムのことである。胸部または手足に電極を装着して心臓活動電位を計測する。計測された波形データは、モニター心電図と呼ばれ、モニタ画面に表示されるだけでなく、各種メモリに記録できるものや別の場所に転送できるものもある。
血中の酸素濃度を測定するパルスオキシメータや血圧計、体温計などと一体化した医療機器である、生体情報モニタやベッドサイドモニタの中に、心電図モニタという呼称が含まれている場合もある。
心電図波形データの保存を目的としたものはホルター心電計と呼ばれ、心電図モニタとは区別される。

## 概要

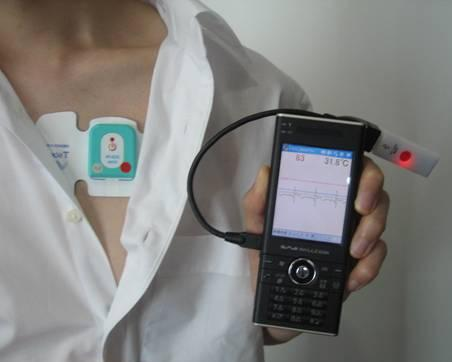
小型心電図テレメトリー

心電図モニタの利用場面には、主にセントラルモニタとベッドサイドモニタがある。セントラルモニタの場合は、有線もしくは無線によって心電図データをナースステーション等に送り、患者の生体情報を集中管理する。ベッドサイドモニタの場合は、有線もしくは無線にて心電図データをベッドサイド専用モニタ装置もしくはPC等へ送り表示する。また、生体情報モニタを行う製品には、心臓活動電位の他に心拍数や血圧、呼吸数、体温など様々な状態を計測できるものもある。
無線で心電図を送信できる装置のことを心電図テレメトリーと言い、送受信機ともに小型のものが製品化されている。従来は医療関連の用途を対象とした据え置き式が主流であったが、近年では装置の小型軽量化が進みつつあり、ウェアラブルコンピュータと組み合わせることで、外出時のリアルタイムでのデータ収集等、多様なアプリケーションが開発されつつある
生体情報モニタ
モニタリング・治療・機能補助機器
ICU、CCU、救急病棟などに収容されている重症患者を初め、手術中の患者や救急搬送中の患者で、病態が急変する可能性がある患者の情報モニタリングに使用される。
生体情報モニタ（単にモニタとも呼ばれる）は、大まかにはベッドサイドで使用される。
一人用生体情報モニタとナースステーションなどで使用される多人数用生体情報モニタに分類される。
測定の対象となる患者の情報は目的によって患者の顔色、体動、出血の有無、環境への反応など多様である。生体情報モニタでは、基本的なバイタルサインである、心電図、血圧、呼吸数、体温といったものがモニタリングされる｡これらに加え不整脈、血中酸素飽和度、呼吸ガス分圧、経皮ガス分圧などのパラメータのモニタリングも行われている。近年では小型軽量化が進み、外出時のデータを常時収集可能な携帯型の装置も普及しつつある。

## 利用
心電図モニタの適用例
- 各種ショック病態の患者
- 失神や動悸が主訴の患者
- 急性心筋梗塞や不安定狭心症の症例
- 呼吸不全、電解質代謝異常などで急変が予想される症例 等

心電図モニタによる評価
- 致命的な不整脈の診断および治療経過観察
- 心房細動などの頻脈の評価
- 洞不全症候群などの失神やめまいの原因の診断
- 狭心症や心筋梗塞の経過の観察
- 病態が急変した場合の心電図変化　等

## 主なメーカ
- フクダ電子（日本）
- 日本光電（日本）
- オムロン ヘルスケア（日本）

## 参考図書
- いのちを救う先端技術　久保田博南　PHP新書　ISBN 4569701159